# Burg Kenzingen
Die Burg Kenzingen ist eine abgegangene Spornburg auf 212 m ü. NN im Gewann Eyerkuchen zwischen den Flurbereichen „Burgbrunnen“ und „Vorm Burgbrunnen“ südlich der Stadt Kenzingen im Landkreis Emmendingen in Baden-Württemberg.
1094 wurde die Burg als „castrum Cancingen“ im Traditionsbuch des Klosters Sankt Georgen im Schwarzwald erwähnt. Die Burg war im Besitz der Herren von Kenzingen, die sich im Umfeld der Zähringer und nach dem Tod Bertholds III. im Umfeld der Grafen von Nimburg bewegten. Ab 1219 traten Herren von Kenzingen als Dienstleute der Üsenberger auf. Von der ehemaligen Burganlage sind noch der Burghügel und der Halsgraben erhalten.
Auf dem Burggelände steht ein kleines steinernes Häuschen mit historisch gestaltetem Stufengiebel, das im Volksmund „Kuppelburg“ genannt wird.